# Хэм, Грег
Грег Хэм (англ. Greg Ham; 27 сентября 1953 года, Мельбурн — 19 апреля 2012 года, там же) — австралийский музыкант, автор песен, саксофонист и флейтист группы Men at Work.

## Биография
Грег Хэм родился 27 сентября 1953 года в Мельбурне. В школьные годы проявлял интерес к театру и участвовал в нескольких постановках. В 1972 году познакомился с Колином Хэем, который впоследствии стал лидером группы Men at Work. Помимо Хэма и Хэя в первый состав группы также вошли Рон Страйкерт и Джерри Спайсерт.
Men at Work записали три студийных пластинки: «Business as Usual» (1981), «Cargo» (1983), «Two Hearts» (1985). Самой известной песней группы стала «Down Under», которая считается неофициальным гимном Австралии. В этой композиции Хэм исполнял партию флейты. В 2010 году австралийский суд принял решение, что мелодия из «Down Under» была скопирована из старой песни «Kookaburra Sits In The Old Gum Tree». По словам друзей Грега Хэма, музыкант тяжело переживал такое решение суда.
Скончался в своём доме в Мельбурне. Тело музыканта 19 апреля обнаружили его друзья.